# Listă de comitate din statul New Hampshire
Această pagină este o listă a celor 10 de comitate din statul New Hampshire.

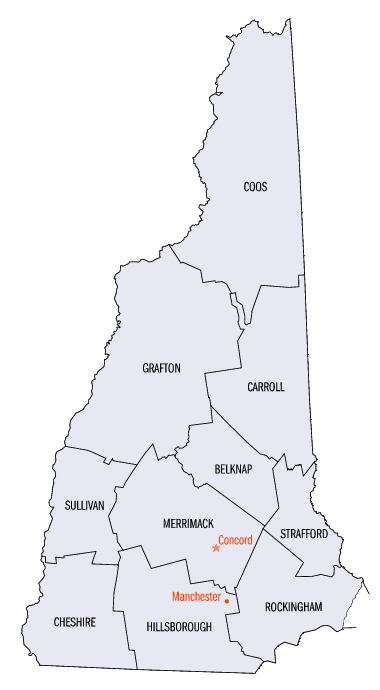
Comitate din statul New Hampshire, SUA

| Comitatul    | Populația 1 juli 2007 | Sediul            | Populația 1 juli 2007 |
| ------------ | --------------------- | ----------------- | --------------------- |
| Belknap      | 61.048                | Laconia           | 16.950                |
| Carroll      | 47.380                | Ossipee           | 4669                  |
| Cheshire     | 77.725                | Keene             | 22.893                |
| Coos         | 32.772                | Lancaster         | 1675                  |
| Grafton      | 85.514                | Haverhill         | 4611                  |
| Hillsborough | 402.302               | Manchester Nashua | 108.874 86.837        |
| Merrimack    | 148.274               | Concord           | 42.392                |
| Rockingham   | 296.543               | Brentwood         | 3904                  |
| Strafford    | 121.581               | Dover             | 28.775                |
| Sullivan     | 42.689                | Newport           | 4218                  |